# 鹊山

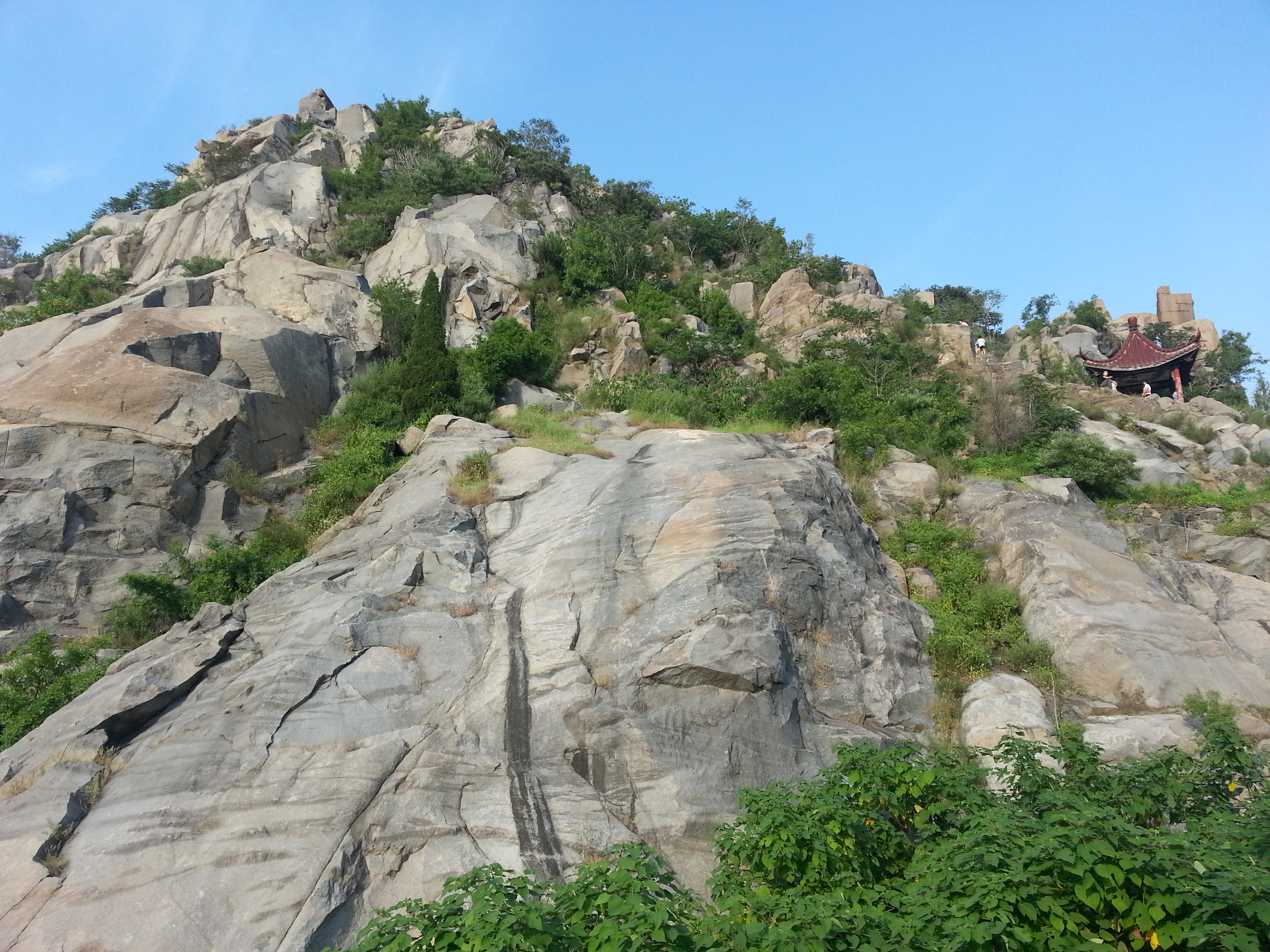
鹊山南坡

鹊山是中国山东省济南市北郊，黄河北岸的一座小山，属于齐烟九点之一。相传扁鹊曾经在山下炼丹，故名鹊山。元代著名画家赵孟頫的《鹊华秋色图》就是描绘的鹊山和华不注山一带的风景。